# Божурово (област Шумен)
Вижте пояснителната страница за други значения на Божурово.
Божу̀рово е село в Североизточна България, община Върбица, област Шумен.

## География
Село Божурово се намира на около 41 km югозападно от областния център град Шумен, около 5 km западно от общинския център град Върбица и около 18 km североизточно от град Котел. Разположено и в североизточното подножие на Котленска планина, в историко-географската област Герлово. Надморската височина в центъра на селото е около 295 m, а теренът е с преобладаващ наклон на югоизток, където откъм село Чернооково тече малка река, вливаща се в река Герила. На 7 – 8 km на североизток от Божурово се намира язовир Тича. Климатът е умереноконтинентален.
Общинският път през село Божурово, идващ от югозапад от село Крайгорци през село Чернооково, на североизток след Божурово се разклонява. Лявото разклонение води през село Величка към връзка с третокласния републикански път III-706, а дясното – през село Станянци към връзка с първокласния републикански път I-7.
Землището на село Божурово граничи със землищата на: село Звездица на северозапад и север; село Величка на североизток; село Станянци на изток; град Върбица на югоизток; село Чернооково на югозапад и запад.

## История
Село Божурово е създадено през 1955 г. чрез отделяне на населената местност Долна махала от село Чернооково.
До 1959 г. в селото има турско училище, годината на чието образуване не може да се определи от малкото запазени документи.
Читалище „Ново време“ в Божурово е основано през 1958 г. по инициатива на учителя Осман Солаков
, който е и пръв негов библиотекар. Първоначално се помещава в частна къща, а през 1967 г. е построена отделна сграда, в която се помещават също кметството и здравната служба. След обнародването на Закона за народните читалища през 1996 г. читалището не е регистрирано в съда, поради което прекратява дейността си.

## Население
Числеността на населението на село Божурово според преброяванията през годините е както следва:
| Година на преброяване | Численост |
| 1956                  | 501       |
| 1965                  | 574       |
| 1975                  | 561       |
| 1985                  | 542       |
| 1992                  | 414       |
| 2001                  | 291       |
| 2011                  | 242       |
| 2021                  | 241       |

Етническият състав на населението по данните за етническите групи според преброяването на населението през 2011 г. е както следва:
|                     | Численост | Дял (в %) |
| Общо                | 242       | 100.00    |
| Българи             | ?         | ?         |
| Турци               | 194       | 80.16     |
| Цигани              | ?         | ?         |
| Други               | 22        | 9.09      |
| Не се самоопределят | ?         | ?         |
| Неотговорили        | 24        | 9.91      |

## Обществени институции
Село Божурово към 2023 г. е център на кметство Божурово.
В селото към 2023 г. има джамия.

## Природни и културни забележителности
След теренната експедиция „Камчия“ във Върбишко и археологическите разкопки, през 2012 г. югозападно от язовир Тича, на един километър северозападно от селото и на 50 m северно от приток на река Дермен дере, е разкрито селище от неолита и късната желязна епоха.